# Neutron opóźniony
Neutrony opóźnione – neutrony powstające w reakcji rozszczepienia ciężkich jąder, emitowane z opóźnieniem większym niż 0,05 s. Charakteryzują się mniejszą średnią energią, wynoszącą ok. 0,5 MeV. Mają zasadnicze znaczenie w sterowaniu reaktywnością reaktorów jądrowych.

## Neutrony natychmiastowe i opóźnione
| Izotop | Przekrój czynny na rozszczepienie | Przekrój czynny na rozszczepienie | Neutronów natychmiastowych | Neutronów natychmiastowych | Neutronów opóźnionych | Neutronów opóźnionych |
|        | termiczne                         | szybkie                           | termiczne                  | szybkie                    | termiczne             | szybkie               |
| ------ | --------------------------------- | --------------------------------- | -------------------------- | -------------------------- | --------------------- | --------------------- |
| 235U   | 585                               | 1,27                              | 2,42                       | 2,63                       | 0,0162                | 0,0165                |
| 238U   | 0,000027                          | 0,57                              | 2,36                       | 2,60                       | 0,0478                | 0,0478                |
| 233U   | 531                               | 1,98                              | 2,48                       | 2,63                       | 0,0067                | 0,0077                |
| 239Pu  | 747                               | 1,93                              | 2,87                       | 3,16                       | 0,0065                | 0,0067                |
| 241Pu  | 10012                             | 1,76                              | 2,92                       | 3,21                       | 0,0160                | 0,0160                |

Większość neutronów powstaje natychmiast lub niemal natychmiast po rozszczepieniu jądra, czyli w czasie krótszym niż 10 fs (10−14s) – neutrony takie nazywane są natychmiastowymi. Część natomiast emitowana jest z pewnym opóźnieniem. Opóźnienie to może sięgać nawet minut. Liczba neutronów powstających średnio na jedno rozszczepienie zależy od rozszczepianego jądra oraz w pewnym stopniu od energii neutronu wywołującego rozszczepienie. Neutrony powstające z opóźnieniem powyżej 0,05 s, w produktach rozszczepienia jąder uranu 235U stanowią około 0,65–0,75% liczby powstających neutronów. Dla 239Pu – 0,21%, a 233U – 0,264%.

## Powstawanie neutronów opóźnionych
Po rozszczepieniu jądra i ewentualnie emisji natychmiastowych neutronów, powstają niestabilne i silnie wzbudzone jądra zwane fragmentami, ulegają one ciągowi rozpadów β. Po niektórych z tych rozpadów jądro może być w tak wysokim stanie wzbudzenia, że emitowany jest neutron – właśnie neutron opóźniony. Niestabilne bogate w neutrony jądra atomowe, które mogą wyemitować neutrony nazywane są prekursorami neutronów opóźnionych.
O ilości, czasie opóźnienia i innych właściwościach neutronów opóźnionych decydują właściwości jądrowe prekursorów. O ilości prekursorów decyduje ilość rozszczepień poszczególnych izotopów. Znanych jest około 240 emiterów neutronów, 18 emiterów dwóch neutronów i 4 jądra emitujące aż 3 neutrony, z czego 70–150 może powstać z fragmentów rozszczepienia. Czas półtrwania tych izotopów jest różny, od dziesiątych części sekundy, do minut.
Przykład, w wyniku rozszczepienia powstaje izotop 87 bromu, o czasie półtrwania 55,6 s. Rozpada się z emisją cząstki beta, powstające jądro kryptonu 87, może być w stanie podstawowym lub wzbudzonym. Jądro w stanie wzbudzonym może ulec rozpadowi w wyniku rozpadu beta lub emisji neutronu tworząc stabilny krypton 85.

## Analiza właściwości neutronów opóźnionych
Ze względu na dużą liczbę prekursorów obliczenie udziału i czasu opóźnienia neutronów opóźnionych jest dość skomplikowane, dlatego przyjęło się by podzielić neutrony opóźnione na sześć grup, których stałe zaniku i udziały pasują do danych doświadczalnych.
Neutrony opóźnione dla rozszczepienia termicznego U-235
| Grupa | Czas połowicznego zaniku (s) | Stała rozpadu (s−1) | Energia (keV) | Udział (neutronów na rozszczepienie) | Frakcja (β) |
| ----- | ---------------------------- | ------------------- | ------------- | ------------------------------------ | ----------- |
| 1     | 55,72                        | 0,0124              | 250           | 0,00052                              | 0,000215    |
| 2     | 22,72                        | 0,0305              | 560           | 0,00346                              | 0,001424    |
| 3     | 6,22                         | 0,111               | 405           | 0,00310                              | 0,001274    |
| 4     | 2,30                         | 0,301               | 450           | 0,00624                              | 0,002568    |
| 5     | 0,610                        | 1,14                | –             | 0,00182                              | 0,000748    |
| 6     | 0,230                        | 3,01                | –             | 0,00066                              | 0,000273    |
|       |                              | Razem               | 0,006502      |                                      |             |

Parametr β określający szansę powstania atomu prekursora definiuje się jako stosunek liczby powstających atomów prekursorów do łącznej liczby neutronów natychmiastowych i atomów prekursorów. Parametr ten jest zależny od rodzaju rozszczepianego jądra, a w pewnym stopniu też od energii neutronu wywołującego rozszczepienie.

## Współczynnik efektywnego udziału neutronów opóźnionych
Parametr β określa udział neutronów opóźnionych w populacji wszystkich neutronów szybkich. Neutrony natychmiastowe mają średnią energię 2 MeV, a opóźnione 0,4 MeV dlatego ich pochłanianie w trakcie spowalniania jest mniejsze, by to uwzględnić wprowadzono, parametr efektywnego udziału neutronów opóźnionych (βeff) określający udział neutronów opóźnionych wśród wszystkich neutronów po ich spowolnieniu do energii termicznych.
W reaktorze jądrowym znajduje się kilka izotopów rozszczepialnych, każdy z nich ma inną zależność przekroju czynnego od energii neutronów, przez co przy szacowaniu efektywnego współczynnika neutronów opóźnionych dla danego reaktora przypisuje się poszczególnym grupom neutronów opóźnionych współczynnik ważności.
W małym reaktorze termicznym pracującym na znacznie wzbogaconym paliwie ucieczka i pochłanianie szybkich neutronów przeważa nad rozszczepieniami przez szybkie neutrony, współczynnik ważności będzie większy od jeden, zwiększając efektywny współczynnik neutronów opóźnionych. W dużym reaktorze pracującym na nisko wzbogaconym paliwie współczynnik ważności będzie nieznacznie mniejszy od jeden. W dużych reaktorach pracujących na szybkich neutronach efektywny współczynnik neutronów opóźnionych może być o 10% mniejszy od współczynnika neutronów szybkich.

## Fotoneutrony
W reaktorze jądrowym promieniowanie gamma ma wpływ na kinetykę i kontrolę stanu krytyczności reaktora. Wysokoenergetyczny foton może wybić z jądra neutron. Energia fotonu musi być większa od energii wiązania neutronu. Istnieje kilka jąder występujących w elementach reaktora o niskiej energii wiązania neutronu, na uwagę zasługują: 2H (2,225 MeV), 9Be (1,667 MeV), 6Li (5,67 MeV), 13C (4,9 MeV).
Część promieniowania gamma jest emitowana przez produkty rozszczepienia, podobnie jak neutrony opóźnione z pewnym opóźnieniem, ich wpływ na krytyczność i kinetykę reaktora może być rozpatrywana tak samo jak neutronów opóźnionych. Fotoneutrony mają szczególne znaczenie w reaktorach CANDU, w których moderatorem jest ciężka woda. W tych reaktorach na milion neutronów przypada 500 neutronów opóźnionych oraz 30 fotoneutronów. W reaktorach lekkowodnych, w wodzie będącej chłodziwem występuje deuter (∼0,0156%), ponadto deuter powstaje w wyniku wychwytu neutronów przez wodór.
W trakcie pracy reaktora z dużą mocą następuje nagromadzenie w nim produktów rozpadu o długim czasie półtrwania. Najdłużej żyjącym, o czasie połowicznego zaniku 12,75 dnia, produktem rozszczepienia emitującym promieniowanie o energii umożliwiającej emisję neutronu jest 140Ba. Po wyłączeniu reaktora po dłuższej pracy fotoneutrony są głównym źródłem neutronów i umożliwiają kontrolę stanu reaktora w stanie podkrytycznym podczas długotrwałego wyłączania.